# Lekławki
Lekławki (niem. Schodehnen) – nieoficjalny przysiółek wsi Warkałki  w Polsce położony w województwie warmińsko-mazurskim, w powiecie ostródzkim, w gminie Miłakowo.
Miejscowość wzmiankowana w dokumentach z roku 1305 jako wieś pruska na 8 włókach. Pierwotna nazwa brzmiała Lekelauke i wywodzi się z języka pruskiego. W roku 1782 we wsi odnotowano pięć domów (dymów), natomiast w 1858 w dwóch gospodarstwach domowych było 32 mieszkańców.  W latach 1937–39 było 31 mieszkańców.
W roku 1973 przysiółek Lekławki należał do powiatu morąskiego, gmina i poczta Miłakowo.